# Georges Bayrou
Pour les articles homonymes, voir Bayrou (homonymie).
Georges Bayrou, né le 21 décembre 1883 à Sète et mort le 5 décembre 1953 à Montpellier, est un joueur de football français devenu l'un de ses principaux dirigeants de la première moitié du XXe siècle.

## Biographie

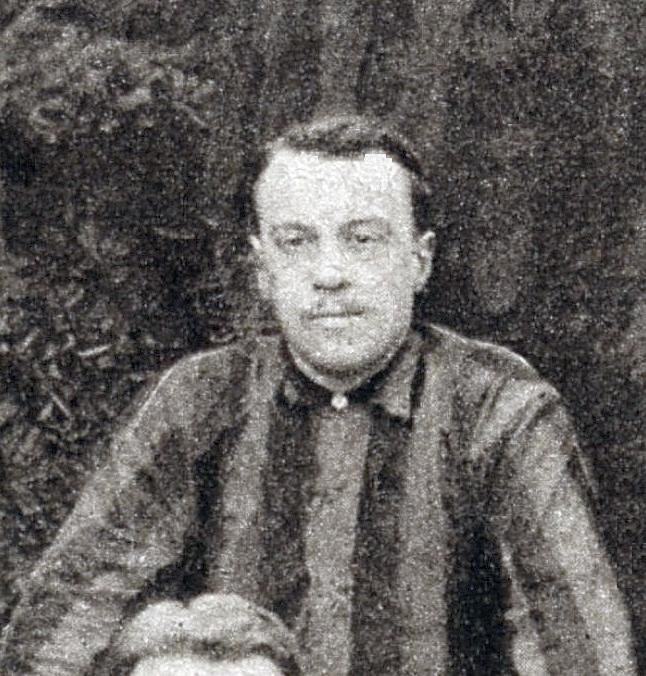
Georges Bayrou en 1908, désormais joueur à Sète.

En tant que joueur, au poste d'ailier, Georges Bayrou est champion de France USFSA en 1905 avec le Gallia Club Paris, où il joue de 1904 à 1908. Sollicité pour disputer le premier match de l'histoire de l'équipe de France à Uccle en 1904, il n'avait pu se rendre en Belgique. En 1908 il est appelé en équipe de France à l'occasion des Jeux olympiques, où il honore sa première et seule sélection. Ce match face au Danemark sera la plus lourde défaite de l'histoire de l'équipe de France (1-17).
En 1908, Georges Bayrou revient dans sa ville natale, Sète (alors orthographié « Cette »), et devient président du principal club, l'Olympique de Cette, futur FC Sète. N'hésitant pas à exploiter l'amateurisme marron répandu à Paris, il fait du FC Sète un des principaux clubs de France. Le club atteint la finale du championnat de France USFSA en 1914 puis la finale de la Coupe de France en 1923, 1924 et 1929, toutes perdues. Les Sètois remportent leur premier trophée national avec la Coupe de France en 1930. Très tenace quand il s'agit de défendre les intérêts du FC Sète,  très attaché aux règlements qu’il connaissait par cœur, Bayrou a fait de Sète l’équipe qui a remporté le plus de points… sur tapis vert. Superstitieux, il n'assistait que rarement aux matches de son équipe, préférant attendre le dénouement dans les vestiaires.
Membre du bureau fédéral (1922-1953), le président sétois est l'un des pères du professionnalisme français. Le club profite à plein de l’avènement du professionnalisme en 1932 puisqu'il remporte à deux reprises le championnat de France, en 1934 et 1939, et une nouvelle fois la Coupe, en 1934. 
En 1953, après le décès d'Emmanuel Gambardella, Georges Bayrou est nommé à la tête du Groupement des clubs professionnels. Il reste en poste à peine trois mois avant de disparaître à son tour. Il fait promettre sur son lit de mort à son entourage de ne pas laisser mourir son FC Sète ; mais un an plus tard, le club sétois abandonne le professionnalisme.
Le stade historique de la ville de Sète porte son nom.

### Liens externes

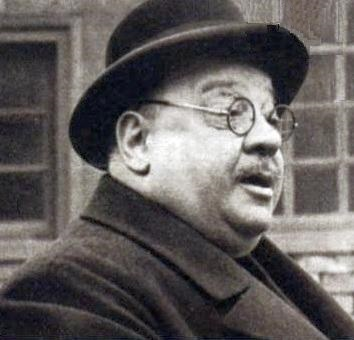
Georges Bayrou en 1939.

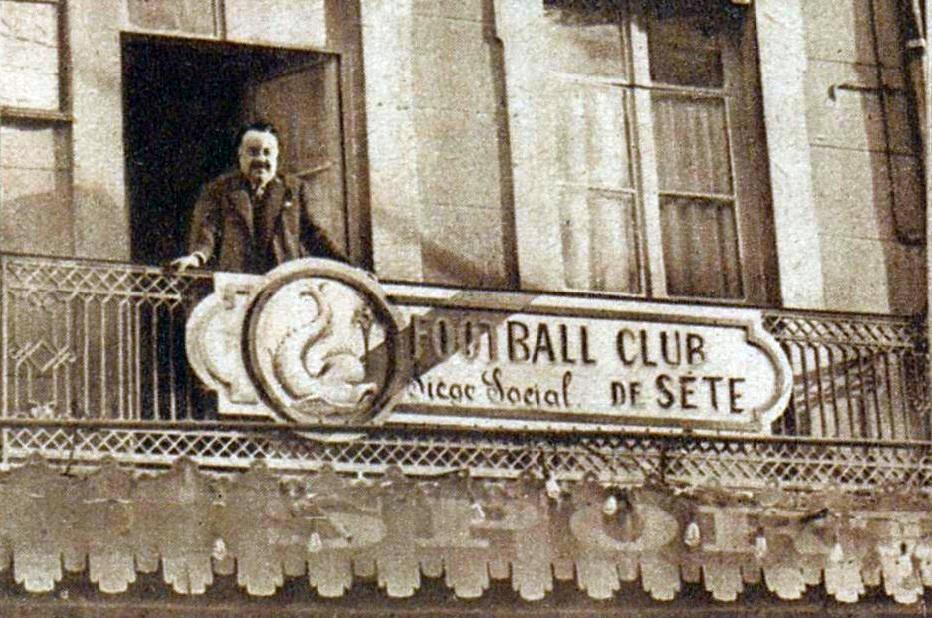
Georges Bayrou au balcon du FC Sète en juin 1929.